# 萊格群島

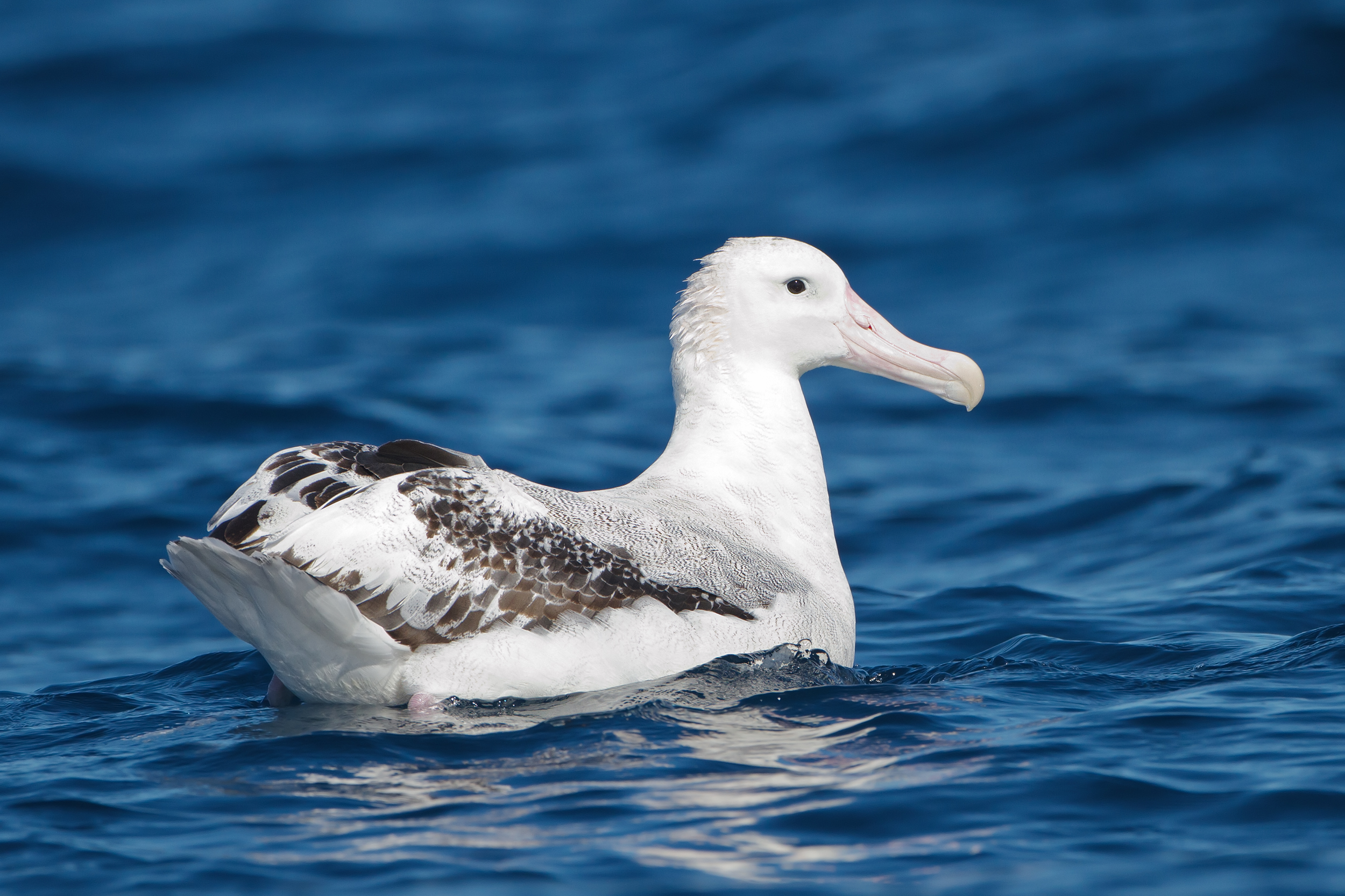

萊格群島（法語：Îles Leygues），是南極洲的群島，屬於凱爾蓋朗群島的一部分，由法屬南部領地負責管轄，其中24平方公里地區被國際鳥盟列為重點鳥區。
48°41′S 69°29′E / 48.683°S 69.483°E